# NGC 4555
NGC 4555 هي مجرة إهليلجية فردية تبعد حوالي 125,000 سنة ضوئية تقع في كوكبة الهلبة (كوكبة). وقد ظهرت ملاحظات مرصد شاندرا للأشعة السينية أنه محاط بهالة من الغاز الساخن حوالي 120,000 فرسخ فلكي. الغاز الساخن لديه تصل درجة حرارتة حوالي 10,000,000 كلفن.
المجرة هي واحدة من المجرات الإهليلجية القليلة التي ثبت أن لديها كميات كبيرة من المادة المظلمة وذلك لمنع الغاز من الهروب من المجرة. الكتلة المرئية بوضوح ليست كبيرة بما فيه الكفاية لعقد مثل هالة غاز واسعة النطاق. ويقدر أن هالة المادة المظلمة لديه 10 أضعاف كتلة النجوم في المجرة.
NGC 4555 مهم بسبب عزلته وفي هذه الظروف من المستحيل معرفة ما إذا كانت المادة المظلمة مرتبطة بالمجرة أو الكتلة المحيطة بها.
NGC 4555 كمجرة ليس جزء من أي مجموعة أو عنقود وبالتالي يوفر دليلا قويا على أن المادة المظلمة يمكن أن تترافق مع مجرة إهليلجية الشكل .

## وصلات خارجية
- NGC 4555 على موقع ويكي سكاي: DSS2, SDSS, GALEX, IRAS, Hydrogen α, X-Ray, Astrophoto, Sky Map, Articles and images